# Studer (audio)
Pour les articles homonymes, voir Studer.

Studer est une entreprise suisse de fabrication de matériel audio, filiale d'Harman International Industries (filiale de Samsung Electronics). Elle est fondée par Willy Studer en 1948.
Les consoles et enregistreurs multipistes de marque Studer, positionnées dans le très haut de gamme, équipent les studios de radio et de télévision les plus importants.